# Richard de Say
Richard de Say (fl. 1153-1188) est un baron italo-normand du royaume de Sicile.

## Biographie
Richard de Say est issu d'une famille originaire de l'ouest du duché de Normandie, de Sai dans la région d'Argentan, ou de Sées dans la région d'Alençon. Il est peut-être le petit-fils de Goffridus de Sageio, l'un des plus vaillants compagnons d’armes de Roger de Hauteville, 1er comte normand de Sicile qui lui confia la baronnie de Caccamo dans la région de Palerme (1094).
En avril 1153, il est mentionné comme siégeant à San Marco Argentano (Calabre) avec d'autres barons italo-normands au tribunal royal présidé par Carbonellus de Tarsia et Guillaume Fils-Roger.
Devenu connétable royal et justicier en Calabre (comestabulus et iustitiarius) à la fin du règne du roi Roger II de Sicile ou au début de celui de son fils et successeur le roi Guillaume Ier (en 1157 au plus tard), il sera plus tard nommé comte de Fondi en 1166 par la reine-régente Marguerite avant de devenir comte de Gravina en 1168.
En 1162, le roi Guillaume Ier de Sicile, craignant un nouveau soulèvement des barons en Apulie, lui confia le commandement de l'armée royale.
Il est encore mentionné à la fin du règne du roi Guillaume II de Sicile dans une bulle de décembre 1188 (comes Riccardus de Sai), comme ayant donné à l'abbaye de Sambucina, le tènement de Castellara.
Il eut pour épouse une sœur d'un certain Barthélemy de Parisio (ou de Paris), épouse qu'il répudia pour épouser une jeune femme nommée Theodora, nièce de l'archevêque de Capoue.

## Sources principales
- Hugues Falcand, Histoire Des Tyrans De Sicile, 1154-69 ((la) Liber De Regno Sicilie XXVIIII-LV).
- Romuald de Salerne, Chronique.